# سیارک ۲۲۹۰۰
سیارک ۲۲۹۰۰ (به انگلیسی: 22900 Trudie، نامگذاری:1999TW14) بیست و دو هزار و نهصدمین سیارک کشف شده‌است که در ۱۱ اکتبر ۱۹۹۹ کشف شد.
قدر مطلق سیارک برابر ۲۱.۴ است.